# Gazdag József (újságíró)
Gazdag József (Kassa, 1977. május 3. –) magyar író, újságíró.

## Életpályája
2003-tól 2014-ig az Új Szó sportújságírója, majd a felvidéki Pátria Rádió riportere.
2005-ben ő képviselte a magyar irodalmat az Európai Elsőkönyvesek Fesztiválján (First Novel Festival).
2018-ig a Komáromi Szalon nevű beszélgetőest-sorozat társszervezője.

## Művei
- Kilátás az ezüstfenyőkre. Elbeszélések; Kalligram, Pozsony, 2004, 2012
- Výhľad na strieborné smreky (Kilátás az ezüstfenyőkre); szlovákra ford. Gabriela Magová; Kalligram, Pozsony, 2014
- Egy futballfüggő naplójából (tárcák); Kalligram, Bp., 2015

## Díjai
- Móricz Zsigmond-ösztöndíj (2001)
- Bródy Sándor-díj (2005)
- Posonium Elsőkötetes Díj (2005)
- Madách Imre-díj (2005)[4]
- NKA-ösztöndíj (2006)
- Gion Nándor-ösztöndíj (2011)
- Talamon Alfonz-díj (2016)[5]
- Madách-nívódíj (2016)
- Feleki László-díj (2017)[6]
- Kehila-díj (2020)[7]